# زیردریایی یو-۴۱۶
زیردریایی یو-۴۱۶ (به انگلیسی: German submarine U-416) یک زیردریایی است که طول آن ۶۷٫۱ متر (۲۲۰ فوت ۲ اینچ) می‌باشد. این زیردریایی در سال ۱۹۴۲ ساخته شد.